# Équipe du Luxembourg de rugby à XV
L'équipe du Luxembourg de rugby à XV rassemble les meilleurs joueurs du Luxembourg. Au 20 novembre 2024, l'équipe est classée à la 55e place du classement de World Rugby .

## Historique
La Fédération luxembourgeoise de rugby à XV est créée en mai 1973 par des expatriés français et britanniques, à la suite de la fondation du premier club du pays, le Rugby Club de Luxembourg, car il ne peut y avoir de club officiellement reconnu sans fédération nationale. Seul club du pays pendant plusieurs années, le RC Luxembourg sollicite la Fédération française de rugby qui l'accueille bien volontiers au sein du comité Alsace-Lorraine. Le deuxième club, De Renert Walferdange, est créé en 1990 et évolue dans le championnat belge. Les deux équipes évoluent désormais en Bundesliga, le championnat allemand. 
L'équipe nationale devient membre de la FIRA en 1976 et membre de l'International Rugby Board en 1991. Elle participe tous les ans au Championnat international d'Europe de rugby à XV organisé par Rugby Europe. 
En 2019, le Luxembourg atteint la meilleure place de son histoire au classement World Rugby : 56e (du 10/11/2019 au 24/10/2021).

## Le rugby à XV au Luxembourg
En 2009, le Luxembourg compte 2 370 licenciés soit plus de 1 625 qu'en 2006. Le pays compte cinq clubs : deux ayant une équipe senior, De Renert Walferdange et le Rugby Club de Luxembourg, et trois clubs exclusivement réservé aux jeunes: la section rugby du Cercle sportif des communautés européennes Luxembourg, le Rugby Club des Terres Rouges et les Rugby Eagles Luxembourg.
Le Rugby Club Walferdange dispose également, depuis 2008, d'une équipe senior féminine. Surnommée les Walfettes, elle évolue dans le championnat belge.